# Arkadiusz Kostek
Arkadiusz Kostek (* 16. Juni 1994 in Opole) ist ein polnischer Eishockeyspieler, der seit Januar 2019 beim JKH GKS Jastrzębie in der Polska Hokej Liga unter Vertrag steht.

## Karriere
Arkadiusz Kostek begann seine Karriere als Eishockeyspieler in der Jugendabteilung von Orlik Opole. Als 16-Jähriger wechselte er auf die Szkoła Mistrzostwa Sportowego, die Jugendakademie des polnischen Verbandes, für deren Mannschaft er bis 2013 in der zweitklassigen I liga spielte. Ab 2011 spielte er parallel für seinen Heimatverein ebenfalls in der I liga. Nach dem Aufstieg 2014 spielte er mit den Oppelnern in der Ekstraliga. 2019 wechselte er zum Ligakonkurrenten JKH GKS Jastrzębie, mit dem er 2021 polnischer Meister wurde.

### International
Für Polen nahm Kostek im Juniorenbereich an der U18-Weltmeisterschaft der Division I 2012 sowie den U20-Weltmeisterschaft der Division I 2013 und U20-Weltmeisterschaft der Division I 2014 teil. 
Im Seniorenbereich stand er im Aufgebot seines Landes bei den Weltmeisterschaften der Division I 2019, 2022 und 2023, als den Polen erstmals nach mehr als zwanzig Jahren der Aufstieg in die Top-Division gelang.
Zudem spielte er für Polen bei den Qualifikationsturnieren für die Olympischen Winterspiele 2022 in Peking und beim Beat Covid-19 Ice Hockey Tournament, das im Mai 2021 im slowenischen Ljubljana ausgetragen wurde.

## Erfolge und Auszeichnungen
- 2013 Aufstieg in die Division I, Gruppe A, bei der U20-Weltmeisterschaft der Division I, Gruppe B
- 2014 Aufstieg in die Ekstraliga mit Orlik Opole
- 2021 Polnischer Meister mit dem JKH GKS Jastrzębie
- 2022 Aufstieg in die Division I, Gruppe A, bei der Weltmeisterschaft der Division I, Gruppe B
- 2023 Aufstieg in die Top-Division bei der Weltmeisterschaft der Division I, Gruppe A

## Statistik
(Stand: Ende der Saison 2022/23)